# Heinrich Kopp (Unternehmen)

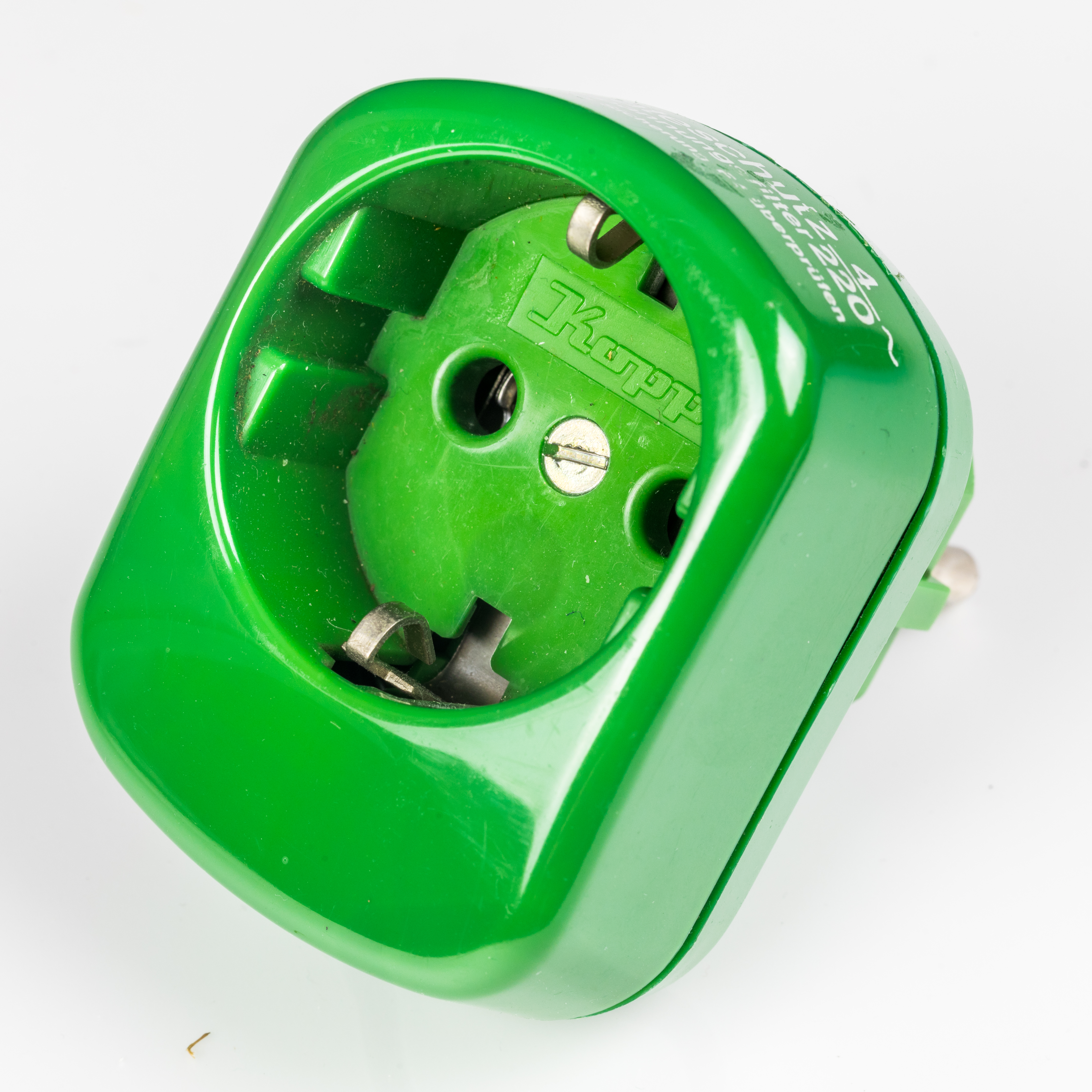
Schutzkontakt-Adapter mit Geräteschutz-Überspannungsfilter von Kopp

Die Heinrich Kopp GmbH ist ein Elektrotechnikhersteller in Kahl am Main in Unterfranken.

## Geschichte
Gegründet wurde das Unternehmen im Jahr 1927 in Reinheim im Odenwald. Die kleine Spezialfabrik fertigte hauptsächlich Schalter für den Export. 1929 erfolgte die erste Eintragung in das Handelsregister und 1931 die Eintragung als Gesellschaft mit beschränkter Haftung im Handelsregister. Neben dem ein Reinheim ansässigen Henrich Kopp waren Sidney und Richard Kupfer vom Frankfurter Handelshaus Bettmann & Kupfer sowie Theodor Simoneit Geschäftsführer. Letzterer sollte dieses Amt in den folgenden Jahrzehnten weiter ausüben. Heinrich Kopp schied 1933 aus der Geschäftsführer aus. 1934 expandierte der Betrieb und wurde nach Sonneberg in Thüringen verlagert, mit Sitz in der Köppelsdorfer Straße 36. Simoneit war nun alleiniger Geschäftsführer. Es wurden bis zu 85 Prozent der Artikel nach Übersee exportiert. 1937 wird Simoneit als Inhaber bezeichnet.
Nach dem Zweiten Weltkrieg und der entschädigungslosen Enteignung in der damaligen sowjetischen Besatzungszone wurde ein Neuanfang im unterfränkischen Kleinblankenbach versucht. Nach weiteren Stationen im nahegelegenen Alzenau und Schöllkrippen wurde 1956 das heutige Betriebsgelände in Kahl am Main erworben. In den Folgejahren wurden Tochtergesellschaften in Österreich, Tschechien, Ungarn und Tunesien gegründet.
Im Jahr 2002 wurde das damals unter Heinrich Kopp AG firmierende Unternehmen durch den US-Konzern Actuant aus Milwaukee übernommen. Zum Zeitpunkt der Übernahme beschäftigte Kopp weltweit etwa 1200 Mitarbeiter.
Im Jahr 2003 übernahm Actuant den niederländischen Marktführer Dresco. Im Jahre 2009 fand die Konsolidierung des Elektrosegments von Actuant unter dem Dach von Kopp Europe statt, alle europäischen Aktivitäten werden innerhalb einer Matrixorganisation zentral in Kahl am Main koordiniert und gesteuert.
Die Palero Capital mit Sitz in München übernahm zum 1. März 2011 die Heinrich Kopp GmbH inklusive der Tochtergesellschaften von der Actuant Corporation, die sich aufgrund einer strategischen Neuausrichtung von ihren Anteilen an Kopp trennte. Das bestehende Management von Kopp führt gemeinsam mit palero capital die Neuausrichtung fort.
Am 15. Januar 2016 übernahm die alfanar-Gruppe aus Saudi-Arabien sämtliche Anteile an der Heinrich Kopp GmbH von palero invest.

## Produkte
- Schalterprogramme (Unterputz, Aufputz, Feuchtraum)
- Funk-System Free-control
- Bewegungsschalter (Unterputz-, Aufputz-, Deckenmontage)
- Verteilereinbaugeräte und Verteilerkästen
- Mobile Personenschutzgeräte (PRCD-S, PRCD-K)
- Steckdosenleisten und Adapter
- Gongs und Klingelplatten
- Leitungen und Kabel
- Stecker und Kupplungen
- Licht und Zubehör
- Werkzeuge und Messgeräte
- Zubehör